# Гуарани
 Тази статия е за народа Гуарани.  За футболният тим с това име вижте Клуб Гуарани.  
Гуарани е индиански народ, който живее в Парагвай, Аржентина, Бразилия, Боливия и Уругвай.

## Известни гуарани
- Хосе Луис Чилаверт – парагвайски футболен вратар.